# Danger Point (Südafrika)

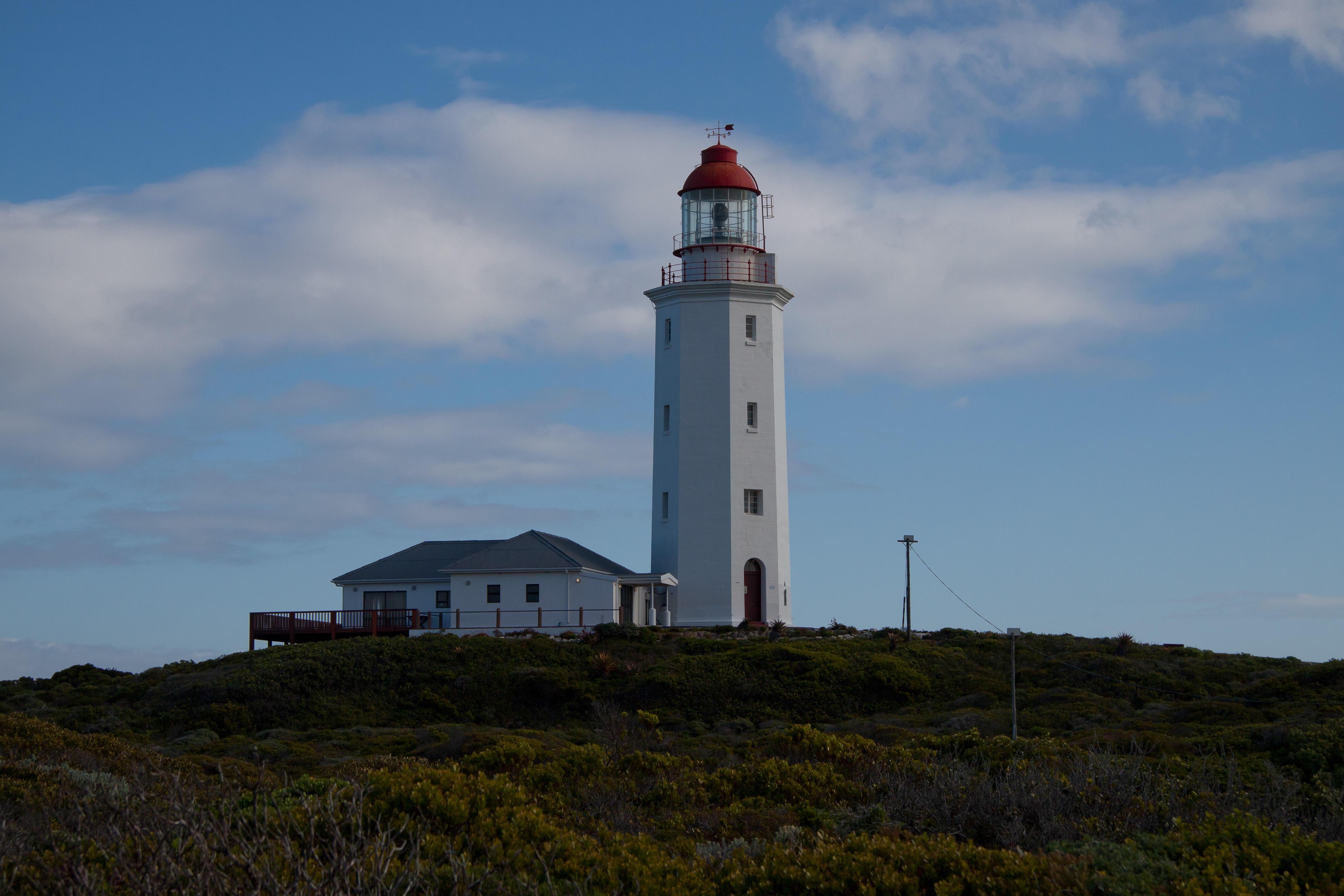
Leuchtturm am Danger Point, erbaut 1895

Danger Point ist eine felsige Halbinsel im Südwesten Südafrikas, etwa auf halbem Weg zwischen dem Kap der Guten Hoffnung und Kap Agulhas nahe dem Fischerdorf Gansbaai gelegen.
In den frühen Morgenstunden des 26. Februar 1852 lief der britische Truppentransporter HMS Birkenhead auf einen in den Seekarten nicht verzeichneten Felsen vor Danger Point und sank.
Am 30. August 1881 kollidierte der britische Passagierdampfer RMS Teuton in der Nähe von Danger Point mit einem Unterwasserfelsen und sank während des Versuchs, die Hafenstadt Simon’s Town zu erreichen. 236 Passagiere und Besatzungsmitglieder starben.